# Ludwig Müller-Uri

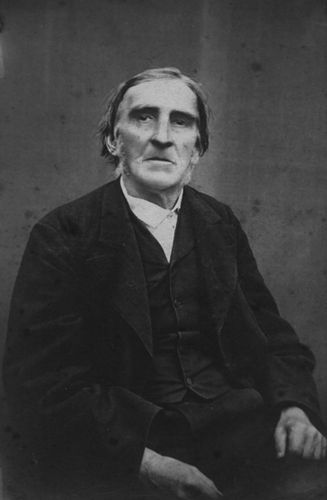
Ludwig Müller-Uri

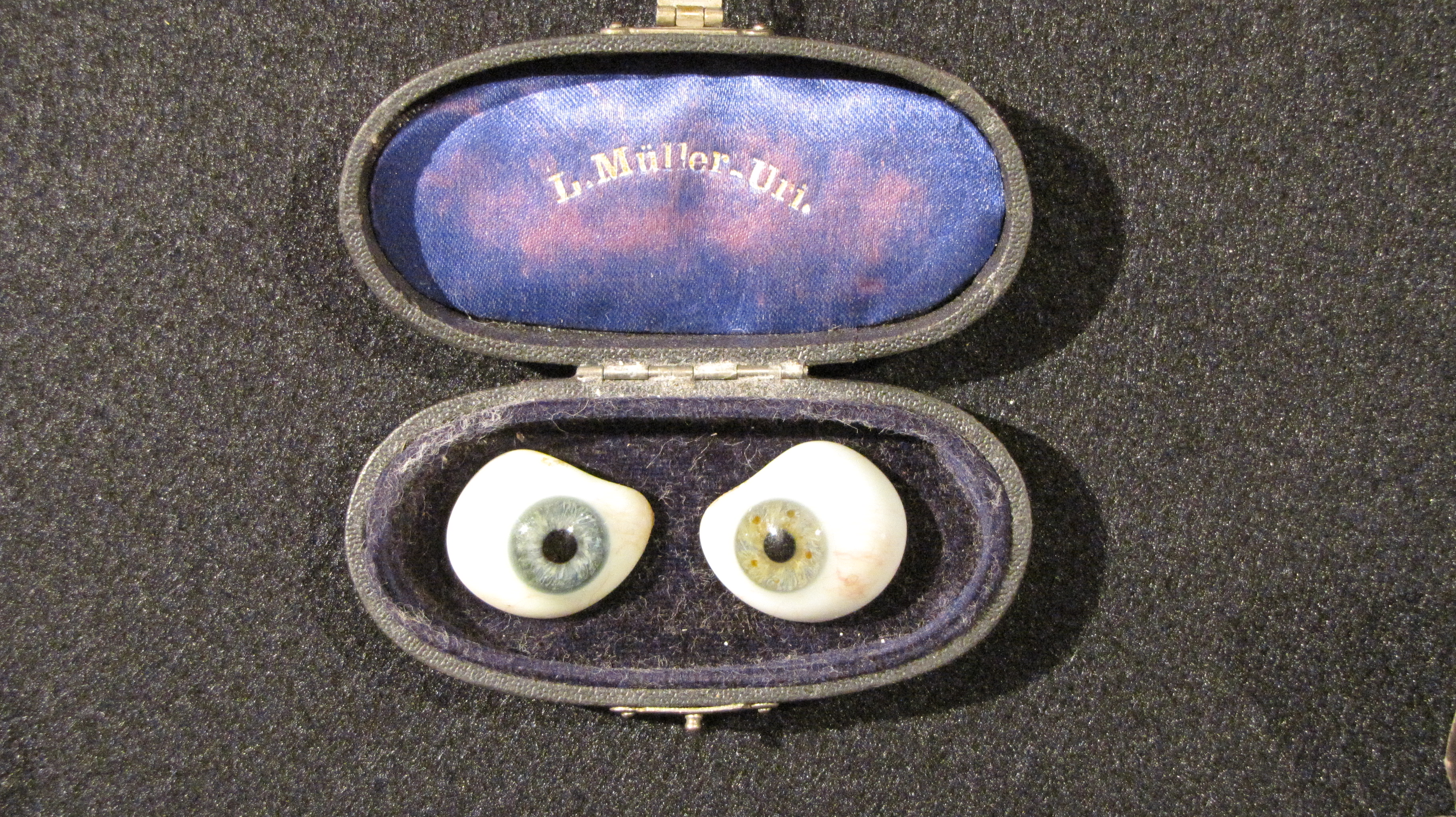
Ögonprotes av Ludwig Müller-Uri

Ludwig Müller-Uri, född 4 september 1811 i Lauscha i Thüringen i Tyskland, död 7 november 1888 i Lauscha, var en tysk glastillverkare och pionjär i tillverkning av ögonproteser. 
Ludwig Müller-Uri var son till en glasblåsare i Lauscha i och var under sin uppväxt också i arbete på faderns glashytta. Han utbildade sig till glasblåsare av hushållsglas i Glashütte zu Marienthal och återvände till Lauscha och gjorde där ögon i glas för dockor.    
Hans tillverkningskonst uppmärksammade år 1832 av ögonläkaren Heinrich Adelmann (1807–1884) i Würzburg och ett samarbete utvecklades för att utveckla ögonproteser för människor i benglas, då kallade emaljögon efter protesernas ytskikt med emaljmåleri. Den första patienten fick en sådan ögonprotes 1835. Senare utvecklades proteser av mer beständigt kryolitglas
Tillverkning av ögonproteser i glas har fortsatt inom familjen, i det 1860 grundade företaget F.Ad.Müller Söhne i Wiesbaden.